# وندا امید پادوسپانی
وندا امید پور شهریار پنجمین اسپهبد دودمان پادوسپانیان بود که میان سال‌های ۱۷۵ تا ۲۰۷ هجری، به مدت ۳۲ سال بر رویان حکومت داشت. شورش طبرستان در زمان فرمانروایی وی بر کوهستان‌های رویان، ادامه داشت. در این دوره مردم چالوس و رویان علیه والی خلیفه، عبدالله بن خازم، شورش کردند و یکی از نایبان او به نام سلام را کشتند. این شورش نهایتاً با کشتن گروهی از مردم رویان پایان پذیرفت.
از نام پسر و جانشین او، عبدالله پادوسپانی، می‌توان حدس زد که وندا امید به اسلام گرویده یا تظاهر به مسلمانی می‌کرده.